# Convenzione di Reichenbach
La convenzione di Reichenbach si svolse il 26 giugno 1790; ad essa parteciparono i rappresentantidella Gran Bretagna, della Prussia, dell'Austria e delle Province Unite per discutere di eventuali misure da attuare per fronteggiare la Rivoluzione francese; come suo risultato, l'Austria fu autorizzata ad annettere il Belgio, cosa che sarebbe avvenuta il 27 luglio dello stesso anno.